# Oskar Olsen
Oskar Viktor Olsen (17. října 1897 Kristiania – 28. prosince 1956 Oslo) byl norský rychlobruslař.
Na Mistrovství světa poprvé startoval v roce 1922, tehdy se umístil na 10. místě. O rok později byl již sedmý a osmým místem debutoval také na evropském šampionátu. Největších úspěchů dosáhl v následující sezóně, kdy se zúčastnil Zimních olympijských her 1924, na kterých získal stříbrnou medaili v závodě na 500 m; na distanci 1500 m byl šestý. Po olympiádě startoval také na Mistrovství Evropy, kde vybojoval bronz. Ten v dalším roce obhájil. Poslední závody absolvoval v roce 1928, na evropském šampionátu byl osmý, na světovém se umístil na 24. příčce a na trať 500 m na ZOH dokončil v devátém nejrychlejším čase.
Jeho bratr Henning Olsen byl také rychlobruslařem.